# Neoxorides caryae
Neoxorides caryae är en stekelart som först beskrevs av Alan John Harrington 1891.  Neoxorides caryae ingår i släktet Neoxorides och familjen brokparasitsteklar. Inga underarter finns listade i Catalogue of Life.